# SNCF Z 6100 sorozat
Az SNCF Z 6100 sorozat egy francia 25 kV 50 Hz AC áramrendszerű villamosmotorvonat-sorozat. Összesen 85 háromrészes szerelvényt gyártott a Carel et Fouché, az Alsthom és a CEM 1985-ben.
A motorvonatokban első és másodosztályú utastér található, az első osztályon 36, a másodosztályon 237 fő utazhat.
2011-ben még 50 szerelvény forgalomban volt.
2006-ban az SNCF 27 szerelvényt eladott a román CFR-nek, ahol felújítás után ismét forgalomba állnak mint CFR 58 sorozat. Ezeket a kolozsvári Remarul 16 Februarie üzemben újították/újítják fel.

## Galéria

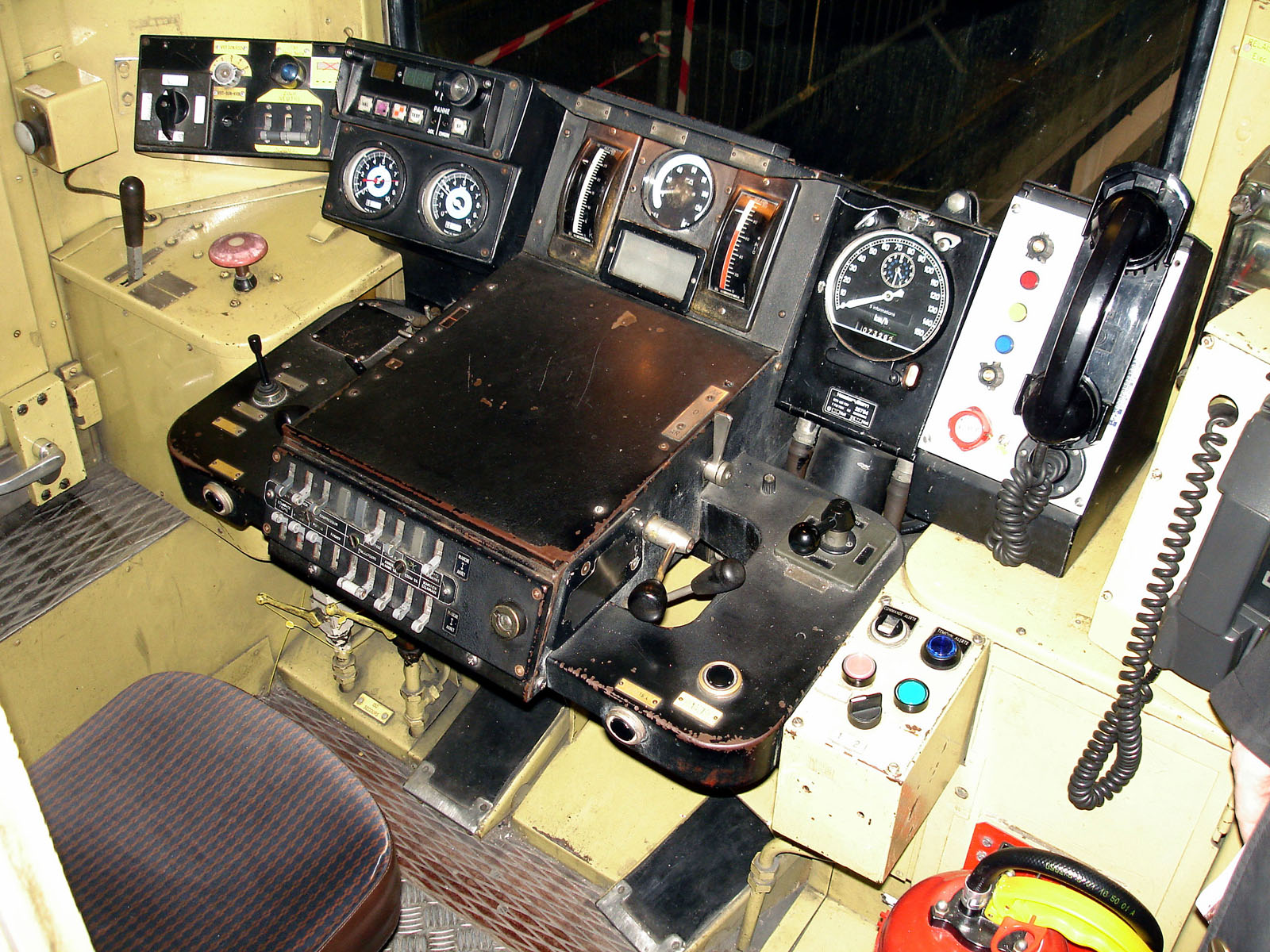
Vezetőállás
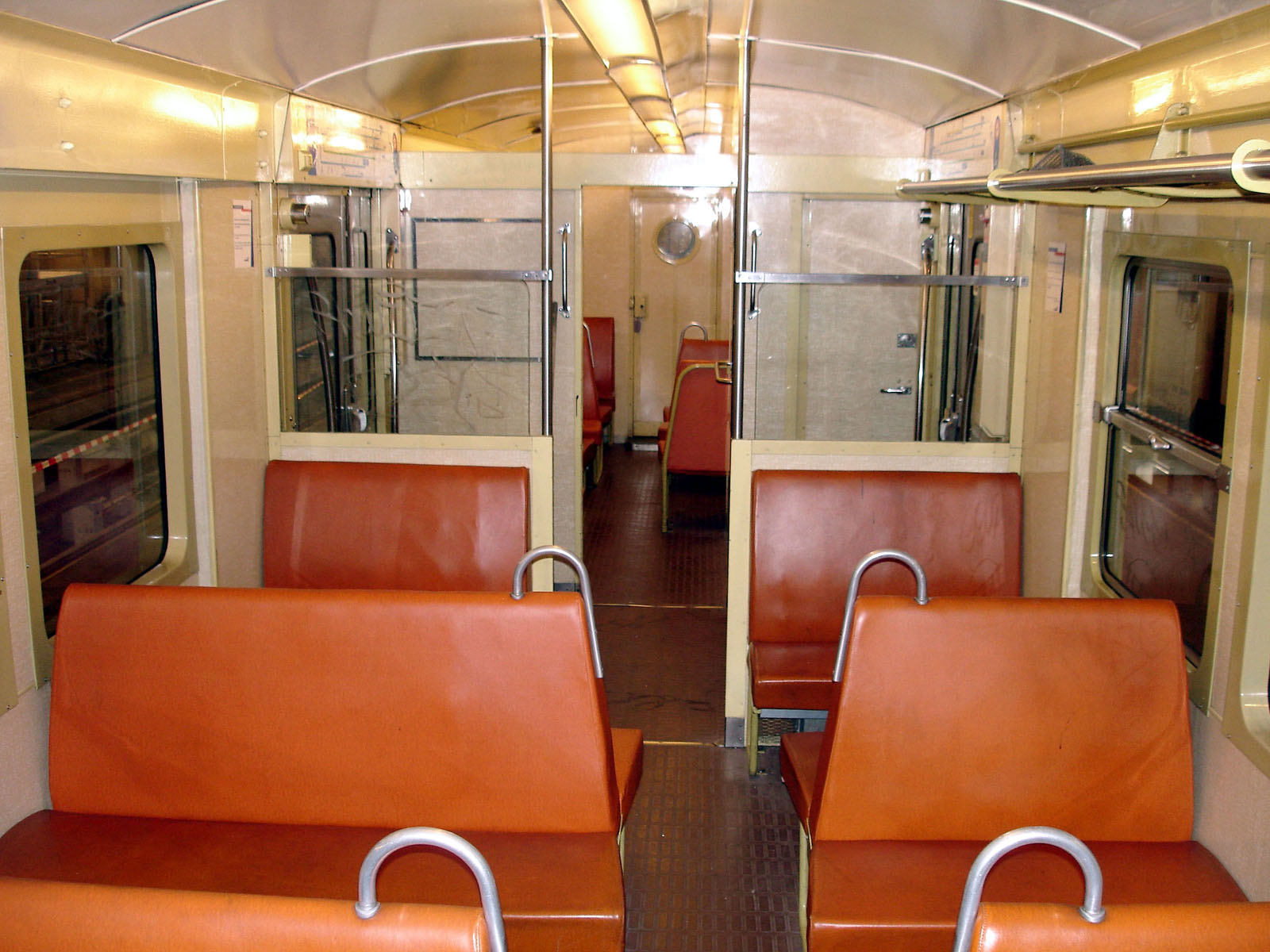
Utastér
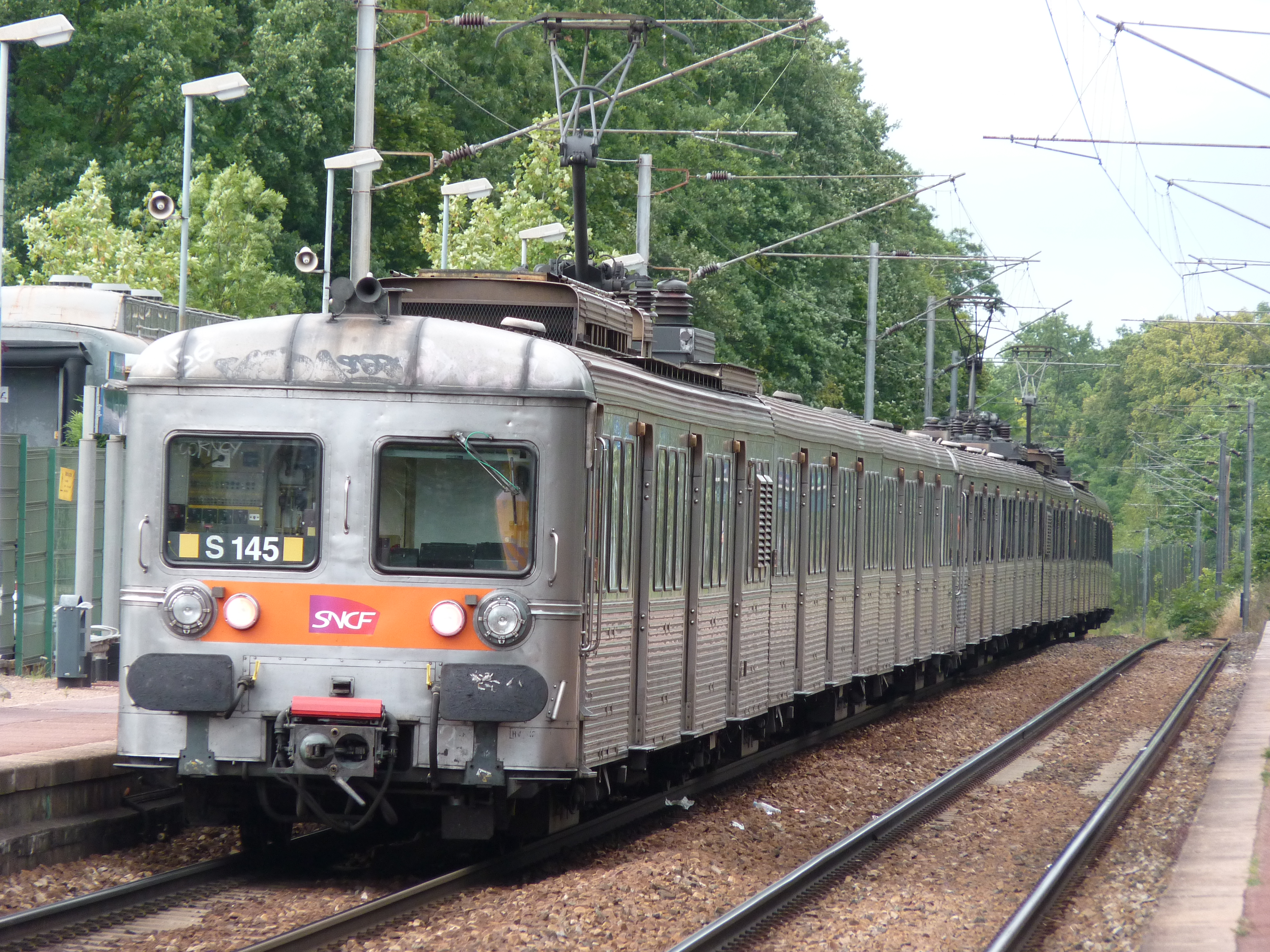